# J.I.D
Destin Choice Route (n. 31 octombrie 1989, Atlanta, Georgia, SUA), cunoscut sub numele său de scenă J.I.D (de asemenea, stilizat și pronunțat JID), este un rapper, cântăreț și compozitor american. Face parte din colectivul muzical Spillage Village, fondat de EarthGang în 2010.

## Discografie
- The Never Story (2017)
- DiCaprio 2 (2018)
- Spilligion (2020)
- Madden NFL 22 Soundtrack (2021)
- The Forever Story (2022)